# Hiệp hội Công nghiệp Ghi âm Hoa Kỳ
Hiệp hội Công nghiệp Ghi âm Hoa Kỳ, hay Hiệp hội Ghi âm Hoa Kỳ (tiếng Anh: Recording Industry Association of America – RIAA) là một cơ quan chuyên cấp chứng nhận và bản quyền cho các sản phẩm âm nhạc tại Mỹ. Các thành viên của Hiệp hội gồm các hãng thu âm và các nhà phân phối, theo như RIAA nói "sáng tạo, sản xuất và/hoặc phân phối 85% tổng sản phẩm các ấn hành âm nhạc một cách hợp pháp tại Mỹ". Hiệp hội ghi âm có trụ sở tại thủ đô của Mỹ là Washington, D.C..
Hiệp hội Công nghiệp Ghi âm Hoa Kỳ được thành lập vào năm 1952.
Các mục tiêu mà RIAA đề ra là:
1. Bảo vệ quyền sở hữu trí tuệ và quyền sửa đổi của các nghệ sĩ.
2. Trình bày những tìm kiếm về công nghiệp âm nhạc.
3. Giám sát và xem xét những luật thích hợp, quy định và chính sách.